# بروشيمال
بروشيمال (Prochymal) هو علاج دوائي للخلايا الجذعية. ويعد هذا أول علاج دوائي لـالخلايا الجذعية معتمد من كندا. كما أنه أول علاج معتمد من كندا لداء الطعم حيال الثوي (GvHD) الحاد.
إنه علاج خيفي للخلايا الجذعية يعتمد على الخلايا الجذعية المتعلقة باللحمة المتوسطة المشتقة من نخاع عظام البالغين.

## الاعتمادات ودواعي الاستعمال
في مايو عام 2012، اعتمدت وزارة الصحة الكندية استخدام بروشيمال (Prochymal) للتحكم في داء الطعم حيال الثوي الحاد لدى الأطفال الذين لا يستجيبون لهرمونات الستيرويد.

## التجارب السريرية
صدرت النتائج الأولية لتجربة من المرحلة الثالثة لداء الطعم حيال الثوي في سبتمبر من عام 2009.